# Cantón de Saint-Nicolas-de-Port
El cantón de Saint-Nicolas-de-Port era una división administrativa francesa, que estaba situada en el departamento de Meurthe y Mosela y la región de Lorena.

## Composición
El cantón estaba formado por catorce comunas:
- Azelot
- Burthecourt-aux-Chênes
- Coyviller
- Dombasle-sur-Meurthe
- Ferrières
- Flavigny-sur-Moselle
- Lupcourt
- Manoncourt-en-Vermois
- Richardménil
- Rosières-aux-Salines
- Saffais
- Saint-Nicolas-de-Port
- Tonnoy
- Ville-en-Vermois

## Supresión del cantón de Saint-Nicolas-de-Port
En aplicación del Decreto n.º 2014-261 de 26 de febrero de 2014, el cantón de Saint-Nicolas-de-Port fue suprimido el 22 de marzo de 2015 y sus 14 comunas pasaron a formar parte; siete del nuevo cantón de Jarville-la-Malgrange, cuatro del nuevo cantón de Lunéville-2, dos del nuevo cantón de Neuves-Maisons y una del nuevo cantón de Lunéville-1.